# Euploea gardineri
Euploea gardineri är en fjärilsart som beskrevs av Hans Fruhstorfer 1898. Euploea gardineri ingår i släktet Euploea och familjen praktfjärilar. Inga underarter finns listade i Catalogue of Life.